# La Vie privée d'Onyx Films
Pour plus de détails, voir Fiche technique et Distribution.
La Vie privée d'Onyx Films est un  film documentaire québécois réalisé par Denys Desjardins, sorti en 2010.

## Synopsis
Ce film raconte l’incroyable aventure d’Onyx Films, une des premières compagnies de production de publicités, de films et de séries télévisées au Québec qui domina le marché canadien jusqu’en 1970.   Cette année-là, la compagnie obtient un succès sans précédent au box-office avec le film Deux femmes en or qui attire près de 2 millions de spectateurs. Malheureusement, le succès de ce film entraînera la compagnie dans une suite rocambolesque de péripéties financières toutes aussi improbables les unes que les autres. 
Quarante ans plus tard, le cinéaste Denys Desjardins retrace les événements qui ont mené à l’éclatement de cette compagnie alors formée de producteurs et cinéaste prolifiques tels que Gilles Carle, les frères Pierre Lamy et André Lamy (en), Claude Fournier et Guy Fournier, Claude Héroux et Denis Héroux. Ce film révèle les dessous de l’industrie privée du cinéma et pose un regard inusité sur la vie privée des familles qui dirigeaient cette entreprise.

## Fiche technique
- Réalisation : Denys Desjardins
- Production : Denys Desjardins / Les Films du Centaure
- Scénario : Denys Desjardins
- Photographie : Jean-Pierre Saint-Louis / Alex Margineanu
- Son : Stépahne Barsalou / Marie-France Delagrave
- Montage : Denys Desjardins / Vincent Guignard
- Langue : français

## Distribution
- Claude Fournier
- Guy Fournier
- Denis Héroux
- Pierre Juneau
- André Lamy (en)
- René Verzier